# Olympische Zomerspelen 1940
De Spelen van de XIIe Olympiade werden afgelast door het uitbreken van de Tweede Wereldoorlog. Het originele plan was dat de Spelen gehouden zouden worden in Tokio, Japan. Japan moest echter afzien van de organisatie door het uitbreken van de Tweede Chinees-Japanse Oorlog in 1937. De Spelen werden toen toegewezen aan Helsinki, Finland, maar uiteindelijk werden ze definitief afgelast. Pas in 1952 werden de Olympische Spelen gehouden in Helsinki en in 1964 werden de Olympische Spelen alsnog gehouden in Tokio.

## Galerij

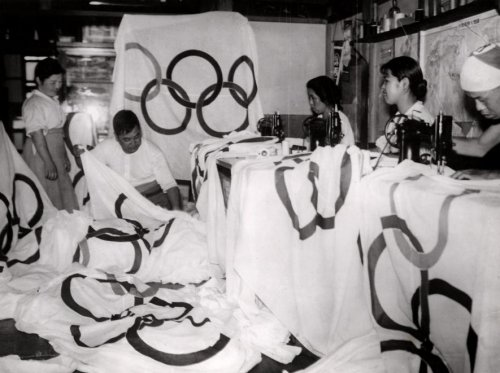
Het vervaardigen achter de naaimachine van olympische vlaggen voor de Olympische Spelen van 1940 in Japan, 24 september 1936.
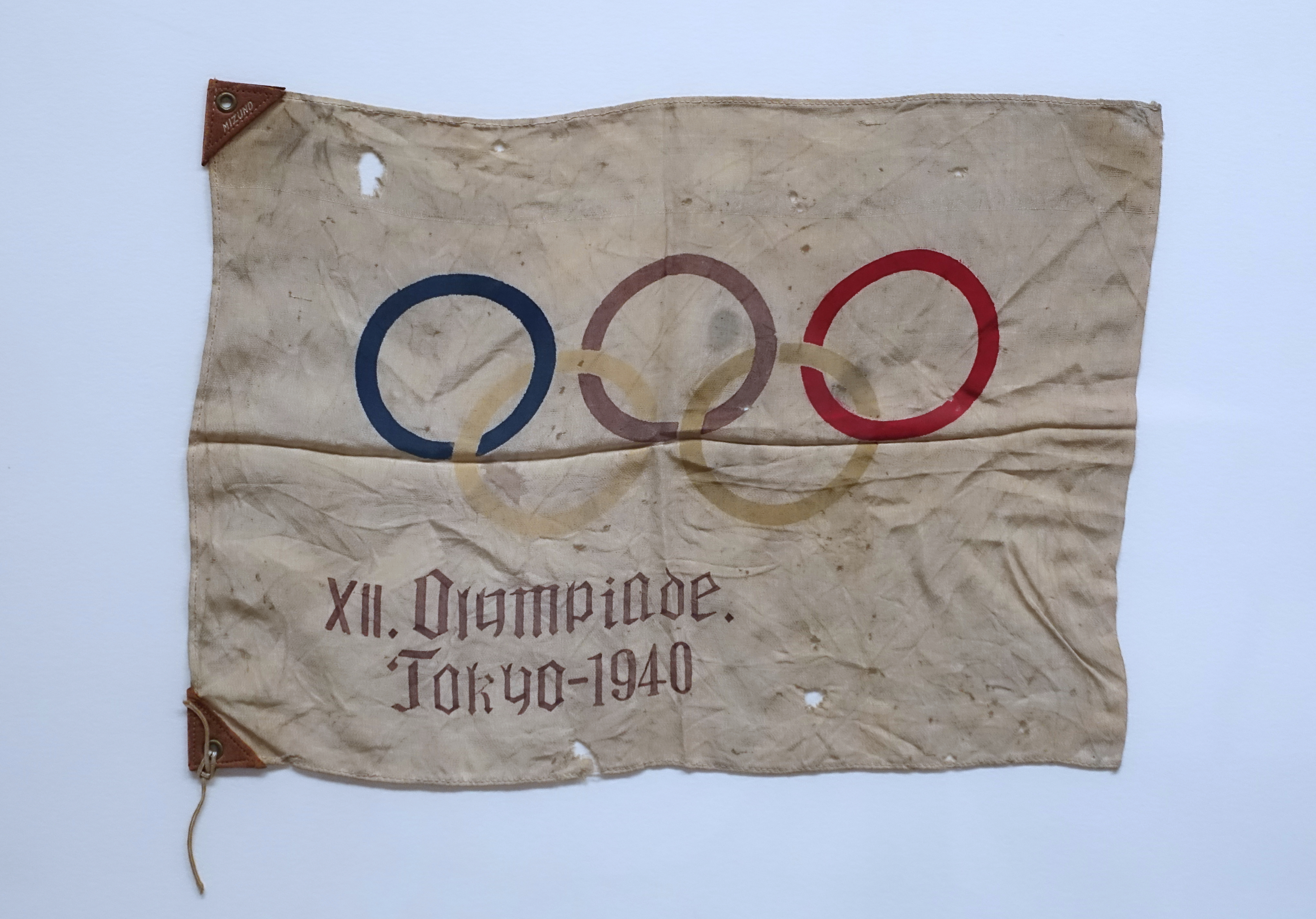
Olympische vlag als souvenir, gemaakt in 1936.